# Sekiryo Kaneda
Sekiryo Kaneda (金田 積良 Kaneda Sekiryō?), también conocido como Sekiryo Yamauchi (山内 積良 Yamauchi Sekiryō?) (1883-1949), fue un empresario japonés, segundo presidente de Nintendo de 1929 a 1949. Se casó con la hija de Fusajirō Yamauchi, Tei Yamauchi, y adoptó el apellido Yamauchi.

## Carrera profesional
Kaneda se casó con la hija de Fusajiro Yamauchi, Tei, y según las reglas japonesas de adopción de adultos, tomó el apellido Yamauchi el mismo día para heredar Nintendo. Fusajiro Yamauchi se retiró en 1929, lo que hizo que Kaneda se convirtiera en el segundo presidente de Nintendo. Cuando tomó las riendas de la compañía, Nintendo era la empresa productora de cartas más importante de Japón. 
En 1933, Sekiryo estableció una joint venture a la que dio el nombre de Yamauchi Nintendo & Co; y en 1947, creó una empresa de distribución para la gama de cartas occidentales de Nintendo Koppai llamada Marufuku Company Limited. Durante su presidencia no hubo muchos más hechos destacables, aparte de mantener el negocio saneado, dinámico y eficiente, tal y como lo había heredado.

## Jubilación y muerte
En 1949, Sekiryo se retiró tras sufrir una apoplejía el año anterior, muriendo poco tiempo después. Su nieto, de ese entonces de 21 años, Hiroshi Yamauchi, ocuparía la presidencia de la empresa hasta 2002. El motivo por el que la presidencia pasó de abuelo a nieto, fue porque el padre de Hiroshi (Shikanojo Inaba) perdió la herencia al haber abandonado a su mujer y a su hijo cuando este tenía cinco años.